# Janusz Kołodziej

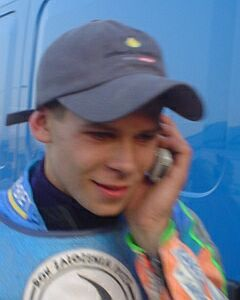
Janusz Kołodziej

Janusz Kołodziej, född 27 maj 1984 i Tarnów, Polen, är en speedwayförare som i Sverige tävlar han för ingen klubb men han har tävlat för  Rospiggarna och  Elit Vetlanda, som han blev svensk mästare för 2010, i Polen för Unia Leszno och i Storbritannien för Reading Racers. Från och med säsongen 2011 var han  ordinarie förare i VM-serien, Speedway Grand Prix, efter att ha erhållit ett wild card. År 2019 kör han ordinarie igen i SGP efter vinst i sista kvalet med 12 inkörda poäng.
Han blev också lagvärldsmästare för Polen 2010.
Han har även medverkat i en polsk homoerotisk film.